# Razdolna
Razdolna est une localité d'Alaska aux États-Unis, appartenant au Borough de la péninsule de Kenai.
Située sur la Péninsule Kenai, à 30 milles (48 km) d'Homer, elle fait partie des missions établies sur la rivière Fox par les Orthodoxes vieux-croyants de la Confession des Chapelles, avec une trentaine de familles.